# Позоришне згоде и незгоде
Позоришне згоде и незгоде (Le Convenienze ed le inconvenienze Teatrali), комична опера у два чина Гаетана Доницетија коју је прерадио Вито Фраци (Vitto Frazzi) и под насловом Вива ла Мама (Viva la Mamma) извео у Минхену.

## Либрето
Антонио Зографи (Antonio Sografi) – драматуршка и инструментална обрада као „Вива ла Мама” Хорст Гергес (Horst Goegres) и Карлхајнц Гутхајм (Karlheinz Gutheim).

## Праизведба
- 21. новембар 1827, Напуљ у Teatro Nuovo.
- Као „Вива ла Мама” – 25. фебруар 1969, Минхен у Cuivillès Theater
- први пут у Србији – 28. децембар 1991, Нови Сад у Српском народном позоришту (дирг. Јанез Говедник и Имре Топлак, реж. Воја Солдатовић)

## Ликови и улоге (Вива ла Мама)
Корила Сартинеки (Corilla Sartinecchi), примадона - сопран

Стефано (Stefano), њен супруг - баритон

Луиђа Боски (Luigia Boscchi), млада дебитанткиња - сопран

Агата (Agata), њена мајка - бас

Доротеа Качини (Dorotea Caccini), такође дебитанткиња, али већ у годинама - мецосопран

Гуљелмо Антолстоинолоноф (Guglielmo Antolstoinolonoff), гостујући певач из Русије  - тенор

Винченцо Бискрома (Vincenzo Biscroma), композитор опере „Ромулус и Ерзилија” - баритон

Орацио Просперо (Orazio Prospero), песник, либретиста и редитељ дотичне опере - бас

Импресарио (Impressario), импресарио позоришта – баритон
инспицијент, суфлер, корепетитор, реквизитери, техничари као и мушки хор и оркестар

## Место и време
Нека оперска сцена пред премијеру опере „Ромулус и Ерзилија”, било када и било где

### I чин
У локалном позоришту припрема се извођење нове опере са садржајем из старог Рима. Почиње проба једне сцене са Корилом у улози Ерзилије и Гуљелмом као Ромулусом, у којој су важнији њихови каприци него улога и представа. Пробу води композитор Бискрома и либретиста Просперо, а присуствује и импресарио који финансира оперу. Две солисткиње-дебитанткиње, Доротеа и Луиђа, нервозне због спорог напредоваља у каријери, потпомажу атмосфери нетрпељивости, злобе и ексцеса. 

Управо када стигну плакати нове опере, долази Агата, мајка младе Луиђе, која се труди да јој на сваки начин помогне каријери. Пошто изгрди све присутне, она саветује композитора какву арију да напише за њену ћерку. Затим изазива Стефана, примадониног мужа, подсећајући га како је донедавно са женом продавао уштипке на тргу. Стефано јој одговара тирадом о међународном успеху своје жене и како он мора свуда да је брани. Свађу наставља и Корила, уз међусобну размену увреда. 

Долази и композитор са тенором, па пошто је Доротеа напустила пројекат, невољко пристаје да Агати да њену улогу, па она и Гуљелмо пробају дует из опере. Агата више жели него што може и Гуљелмо, након свађе са њом и композитором, напушта пробу. Његову улогу додељују Стефану који је све научио од жене, или бар он то тако каже. 

Агата добија писмо од пријатеља из суседног места који јој саопштава да импресарио жели да их превари и украде паре. Стефано, Просперо, Бискорма и Корила на наговор Агате и Луиђе одбијају да раде док их не исплате.

### II чин
Агата од импресарија жели да измоли хонорар, он то одбија, али она каже да ће заложити свој накит и помоћи представу, ако јој дају неку улогу. Он то прихвата. Корила проба своју арију, али мисли да је досадна и одлучује да на том месту отпева неку која одговара њеном гласу и темпераменту, иако нема везе са радњом опере.
Почиње костимска проба. Тријумфална сцена са Стефаном пропада јер он пева испод сваког нивоа. Он такође упропасти сцену жртвовања боговима, када скоро обезглави Агату у глумачком жару, којим покушава да замаскира своје лоше певање. Корила предлаже да се за ту сцену напише и олуја, као и хор који би прекрили Стефаново очајно певање. У то стиже писмо из градске управе да се укидају сва средства због изостанга славних имена. Ипак, Агата ће заложити свој накит и представа је спашена, али она мора певати у њој. Свису одушевљени и весело кличу мама Агати.

## Познате музичке нумере(премаВива ла Мама–СНП,Нови Сад)
- E puoi goder, tirrano! – Арија Ерзилије из „Ромулус и Ерзилије” – Корила и хор (I чин)
- Склањај се усрана багро!... Одрпанци! Разметљивци! – Сцена и Арија мама Агате (I чин)
- Чуј мене, ти стара дрољо! – дует Кориле и Агате (I чин)
- Футог, 22. мај овога лета... – читање писма и финале I чина
- Прави уметник не мисли на почетку већ на гажу – дует Агате и Импресарија (II чин)
- Viva il gran Romolo... Son guerriero – тријумфална сцена и арија из „Ромулуса и Ерзилије” – Стефано и хор (II чин)
- Маестро, смем ли ја да молим?... То је комад изванредан... – финале II чина